# Manuel Marengo
Pour les articles homonymes, voir Marengo et Ramos.
Luis Manuel Carmelo Marengo Ramos, plus couramment appelé Manuel Marengo, né le 16 juillet 1973 à Lima, est un footballeur international péruvien des années 1990 et 2000 qui évoluait au poste de défenseur central.

## Biographie

### Carrière en club
Manuel Marengo fait son apparition en championnat du Pérou en 1990 avec le Meteor SC. Trois ans plus tard, on le retrouve à l'Alianza Lima, mais ayant peu de temps de jeu, il doit partir à l'Alianza Atlético où il est replacé en défense centrale, position qu'il ne quitterait plus par la suite.
En 1997, il s'engage avec le Sporting Cristal. Il y joue trois éditions de la Copa Libertadores en 1997 (finaliste), 2000 et 2002 (21 matchs en tout, un but). Il reste au sein du Sporting Cristal jusqu'en 2002, année où il est écarté par l'entraîneur brésilien Paulo Autuori avec quatre autres joueurs du club.
Il poursuit sa carrière dans des clubs de province dont le Cienciano del Cusco où il joue sa dernière Copa Libertadores en 2008 (huit matchs). Il raccroche les crampons au Deportivo Coopsol en 2013.

### Carrière en équipe nationale
Avec l'équipe du Pérou olympique, Manuel Marengo joue le Tournoi pré-olympique de la CONMEBOL 1996. La même année, il est convoqué en équipe A. Il y reçoit 13 sélections jusqu'en 2003 et marque deux buts, dont l'un face au Venezuela dans le cadre des éliminatoires de la Coupe du monde 1998.

#### Buts en sélection
| Buts en sélection de Manuel Marengo | Buts en sélection de Manuel Marengo | Buts en sélection de Manuel Marengo        | Buts en sélection de Manuel Marengo | Buts en sélection de Manuel Marengo | Buts en sélection de Manuel Marengo | Buts en sélection de Manuel Marengo |
|                                     | Date                                | Lieu                                       | Adversaire                          | Score                               | Résultat                            | Compétition                         |
| ----------------------------------- | ----------------------------------- | ------------------------------------------ | ----------------------------------- | ----------------------------------- | ----------------------------------- | ----------------------------------- |
| 1.                                  | 20 août 1997                        | Estadio Agustín Tovar, Barinas (Venezuela) | Venezuela                           | 0-1                                 | 0-3                                 | QCM 1998                            |
| 2.                                  | 24 juillet 2003                     | Estadio Nacional, Lima (Pérou)             | Uruguay                             | 2-1                                 | 3-4                                 | Amical                              |

## Palmarès
Sporting Cristal
- Championnat du Pérou (1) :
  - Champion : 2002[5].
  - Vice-champion : 1997, 1998 et 2000.
- Copa Libertadores :
  - Finaliste : 1997.